# 핀시가우
핀시가우(독일어: Vinschgau), 핀치가우(독일어: Vintschgau [ˈfɪn(t)ʃɡaʊ][*]) 또는 핀시가우 계곡(이탈리아어: Val Venosta [val veˈnɔsta][*]; 브누오스트(로만슈어: Vnuost  [ˈfnuɔ̯ʃt][ˈfnuɔ̯ʃt] ( 듣기); 발 베뉴 에스타; 중세 지명: Finsgowe)는 이탈리아 남부 티롤주의 서부에 있는 아디제강 계곡이나 에치강 계곡의 상부에 위치해 있다.

## 어원
독일어 이름 핀시가우는 이탈리아어 발 베노스타와 마찬가지로 고대 트로파에움 알피움에 언급된 켈트족 (래티셰) 베노스테스족에서 파생되었다. 프랑크 왕국 가우는 772년 카롤루스 1세 마그누스 치하에서 설립되었다. 1077년 독일의 하인리히 4세가 브릭센의 알트윈 주교에게 핀스고웨탑에 있는 슐란더스의 영지를 부여했을 때 처음으로 언급되었다.

## 지리

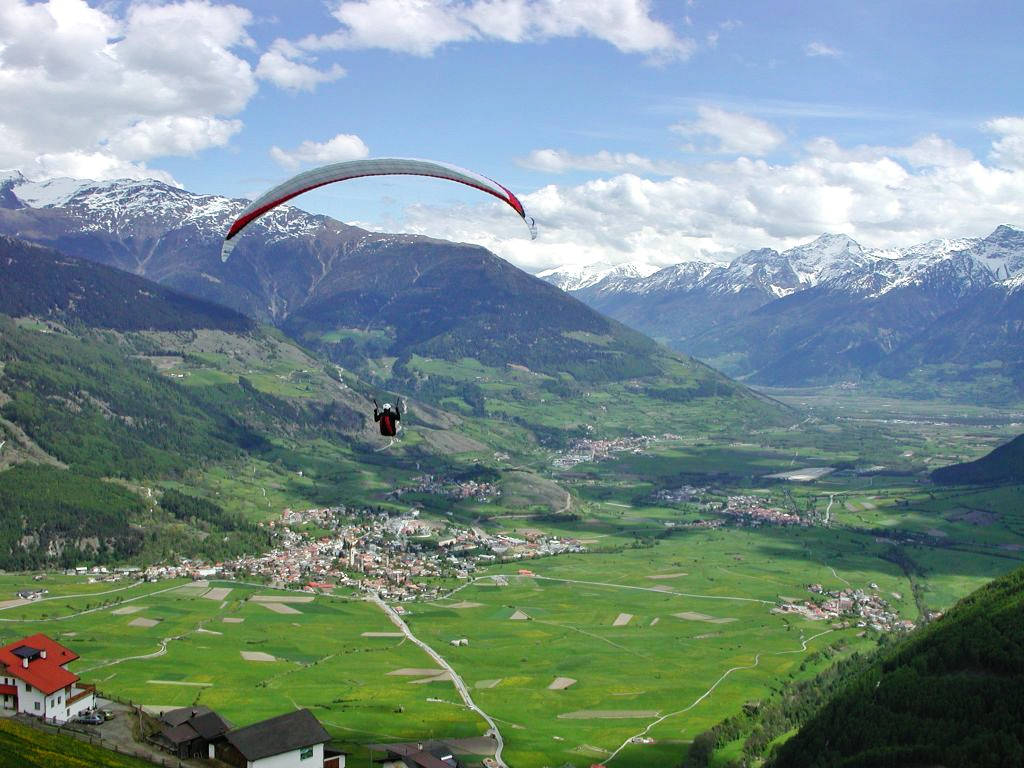
말스 근교의 상부 핀시가우

핀시가우 계곡은 파르친스의 메라노 분지에서 아디제강을 따라 북서쪽 레센 고개까지 서-동 방향으로 진행된다. 알프스 산맥의 일부인 북쪽의 외츠탈 알프스는 인 계곡 위쪽과 분리되어 있다. 아디제 계곡은 서쪽의 세스베나 알프스와 남쪽의 오르틀러 알프스에 의해 더 제한된다. 그것은 줄덴탈, 마처탈 또는 슈날스탈과 같은 여러 측면 계곡으로 구성된다.
중앙 동부 알프스 내의 고립된 위치, 다소 따뜻한 기후와 강수량 부족(연간 400mm)으로 인해 들판, 초원과 사과 과수원에 관개를 한다. 포도 재배도 일반적이다.
2001년 인구 조사에 따르면 계곡 인구의 96.51%가 독일어를, 3.41%가 이탈리아어를, 0.08% 가 라딘을 모국어로 사용한다.

## 행정 구역
핀시가우 지구는 1962년에 설립되었다. 이 지구는 핀시가우 지역의 가장 큰 부분과 그 옆 계곡을 포함하며, 13개의 지자체가 협력한다.

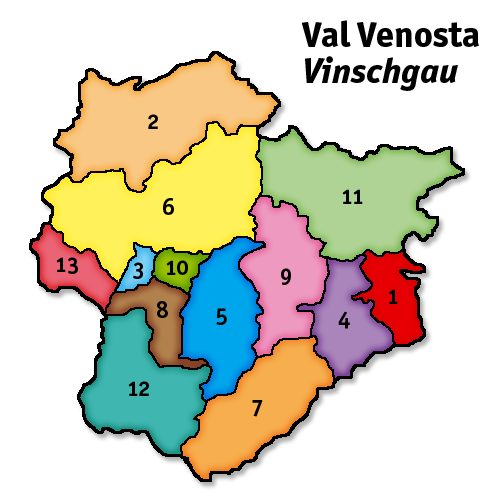
핀시가우구의 지자체

- 카스텔벨 –차르스 (카스텔벨로-시아르데스)
- 그라운 임 핀치가우 (쿠론 베노스타)
- 글루른스 (글로렌자)
- 라치 (라체스)
- 라스 (라사)
- 말스 (말레스 베노스타)
- 마텔 (해머)
- 프라토 알로 스텔비오 _
- 슐란더스 (실란드로)
- 슐 루데 른스 (슬루데르노)
- 슈날스 (세날레스)
- 스틸프스 (스텔비오)
- 타우퍼스 임 뮌슈테르탈 (튜브레)

나투른스(나투르노), 플라우스 및 파르친스(파르치네스)의 지자체는 정치적으로 이웃한 부르크그라펜엠트 지역과 관련이 있지만, 지리적으로 낮은 핀시가우 지역에 속한다.